# 쯔류징구

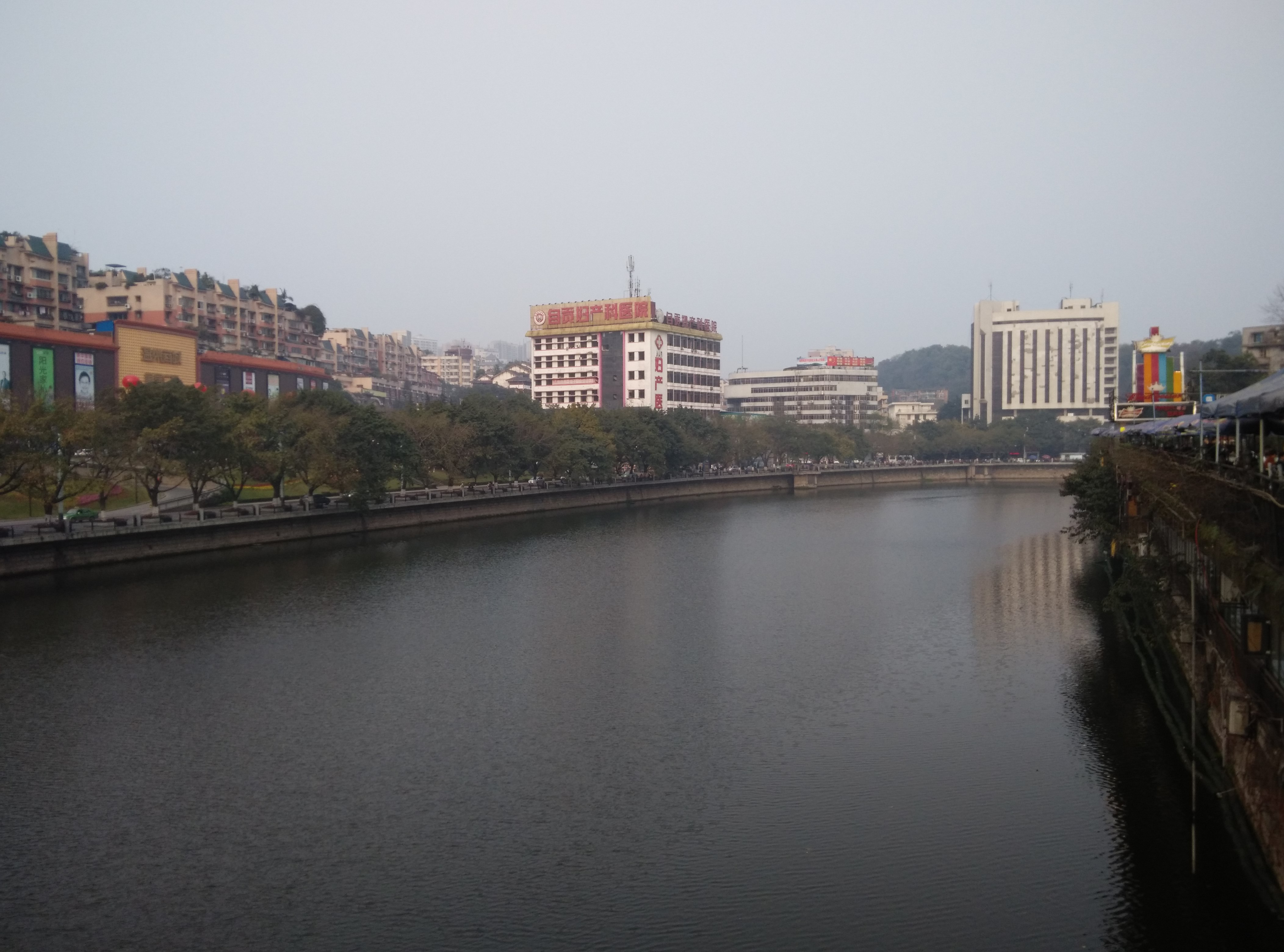

쯔류징구(한국어: 자류정구, 중국어: 自流井区, 병음: Zìliújǐng Qū)는 중화인민공화국 쓰촨성 쯔궁 시의 현급 행정구역이다. 넓이는 154km2이고, 인구는 2007년 기준으로 360,000명이다.

## 기후
연평균 기온은 17.9°C이고 연평균 강수량은 1100~1200mm이다.

## 행정 구역
4개 가도, 3개 진, 4개 향을 관할한다.
- 가도: 五星街街道, 东兴寺街道, 新街街道, 郭家坳街道.
- 진: 荣边镇, 舒坪镇, 仲权镇.
- 향: 红旗乡, 高峰乡, 农团乡, 漆树乡.

## 같이 보기
- 쯔궁시